# 根岸 (新潟市)
根岸（ねぎし）は、新潟県新潟市南区の町字。郵便番号は950-1234。

## 概要
1957年（昭和32年）から現在の大字。中ノ口川下流右岸に位置する。
もとは1889年（明治22年）から1957年（昭和32年）まであった大字夏保新田、中高井、上高井の区域の一部。

### 隣接する町字
北から東回り順に、以下の町字と隣接する。
- 高井興野
- 鯵潟
- 保坂
- 高井東
- 北田中

※鷲ノ木大通川を挟んで西笠巻、山崎興野と隣接。中ノ口川を挟んで吉江と隣接。

## 歴史

### 統合した町字
1957年（昭和32年）に以下の町字を統合。
夏保新田（なつほしんでん）
1889年（明治22年）から1957年（昭和32年）の大字。中ノ口川下流右岸に位置する。
もとは江戸時代から1889年（明治22年）まであった夏保新田の区域の一部で、夏保村とも称した。
1678年（延宝6年）に検地。応永年間に信濃川の氾濫により被害を受け、さらに大地震により破壊されたため、1642年（寛永19年）に再開発される。
中高井（なかたかい）
1889年（明治22年）から1957年（昭和32年）の大字。中ノ口川下流右岸に位置する。
もとは江戸時代から1889年（明治22年）まであった中高井村の区域の一部。浄楽寺新田16ヵ村の1つで、1678年（延宝6年）に分村して成立した。
はじめは高井村の地籍に属する未開地だったが、青木兵右衛門が慶安年間に浄楽寺新田を開いたときに開墾。中高井と称した。
上高井（かみたかい）
1889年（明治22年）から1957年（昭和32年）の大字。中ノ口川下流右岸に位置する。
もとは江戸時代から1889年（明治22年）まであった上高井村の区域の一部。浄楽寺新田16ヵ村の1つで、1678年（延宝6年）に分村して成立した。
はじめは高井村の地籍に属する未開地だったが、青木兵右衛門が慶安年間に浄楽寺新田を開いたときに開墾。上高井と称した。

### 年表
- 1889年（明治22年）4月1日 : 合併により夏保新田、中高井村、上高井村が根岸村の大字となる。
- 1955年（昭和30年）3月31日 : 合併により夏保新田、中高井、上高井が白根町の大字となる。
- 1957年（昭和32年） : 大字夏保新田、中高井、上高井を統合し、根岸となる。
- 1959年（昭和34年）6月1日 : 白根町の市制施行により、白根市の大字となる。
- 2005年（平成17年）3月21日 : 合併により新潟市の大字となる。
- 2007年（平成19年）4月1日 : 新潟市の政令指定都市移行により、南区の大字となる。

## 世帯数と人口
2018年（平成30年）1月31日現在の世帯数と人口は以下の通りである。
| 大字 | 世帯数  | 人口  |
| ---- | ------- | ----- |
| 根岸 | 115世帯 | 337人 |

## 小・中学校の学区
市立小・中学校に通う場合、学区は以下の通りとなる。
| 番地 | 小学校             | 中学校               |
| ---- | ------------------ | -------------------- |
| 全域 | 新潟市立根岸小学校 | 新潟市立白根北中学校 |

## 主な企業・施設
- 新潟市白根中央浄化センター

## 交通

### 道路
- 国道8号
- 新潟県道220号白根亀田線